# Voltigeur (militaire)
Pour les articles homonymes, voir Voltigeur.
Dans son sens militaire, le voltigeur est un fantassin porté en première ligne par un cavalier qui le prend en croupe. Plus généralement, le terme désigne les unités d’infanterie légère d’une compagnie d’élite destinée à agir en tirailleur en avant de la ligne d’un bataillon.

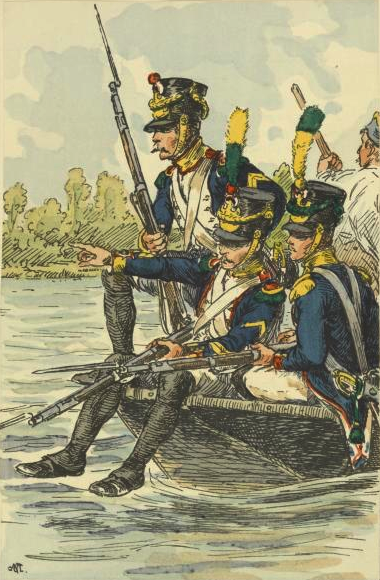
Voltigeurs français franchissant le Danube en 1809.
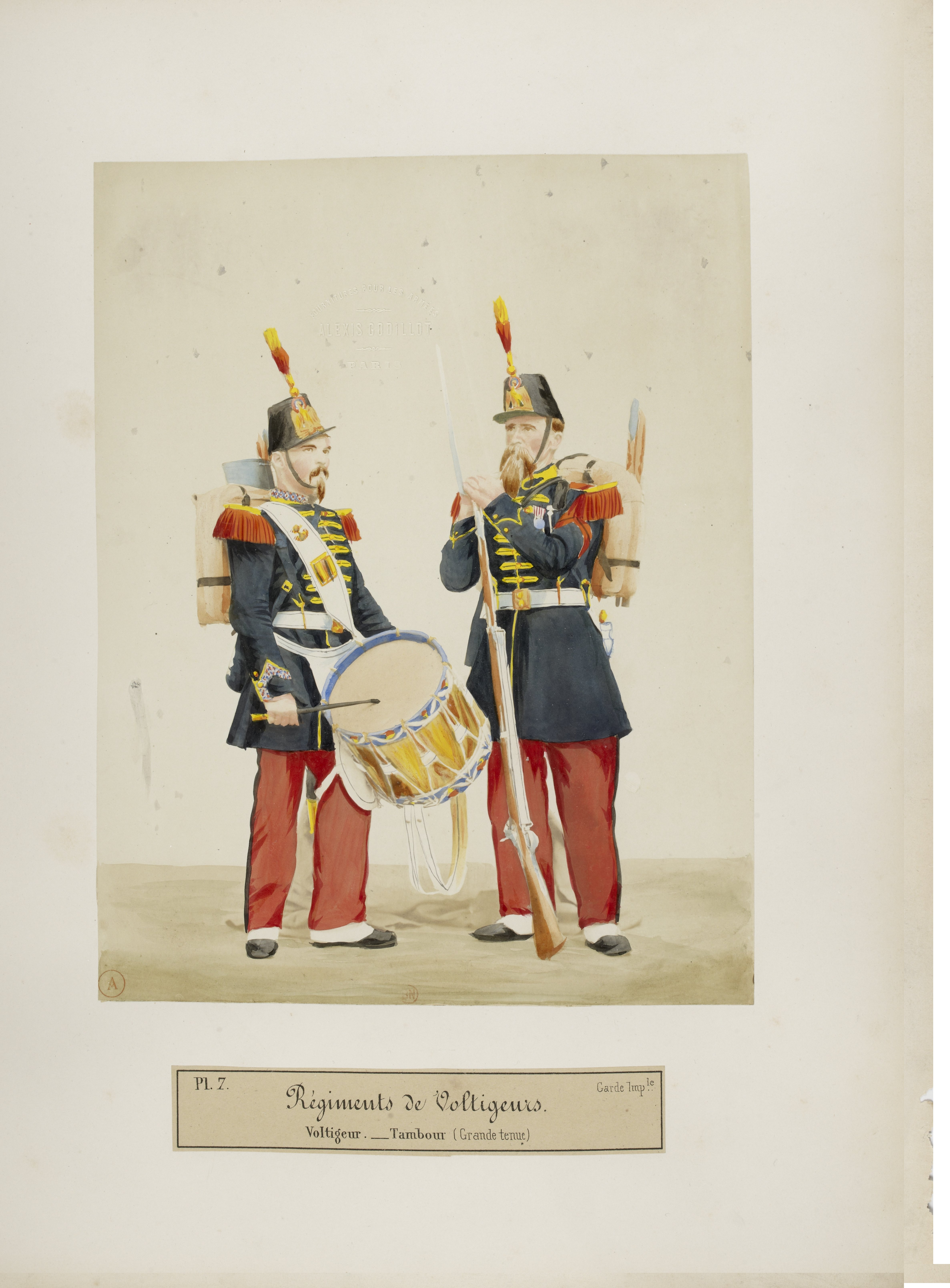
Voltigeur et tambour de la garde impériale du Second Empire en grande tenue
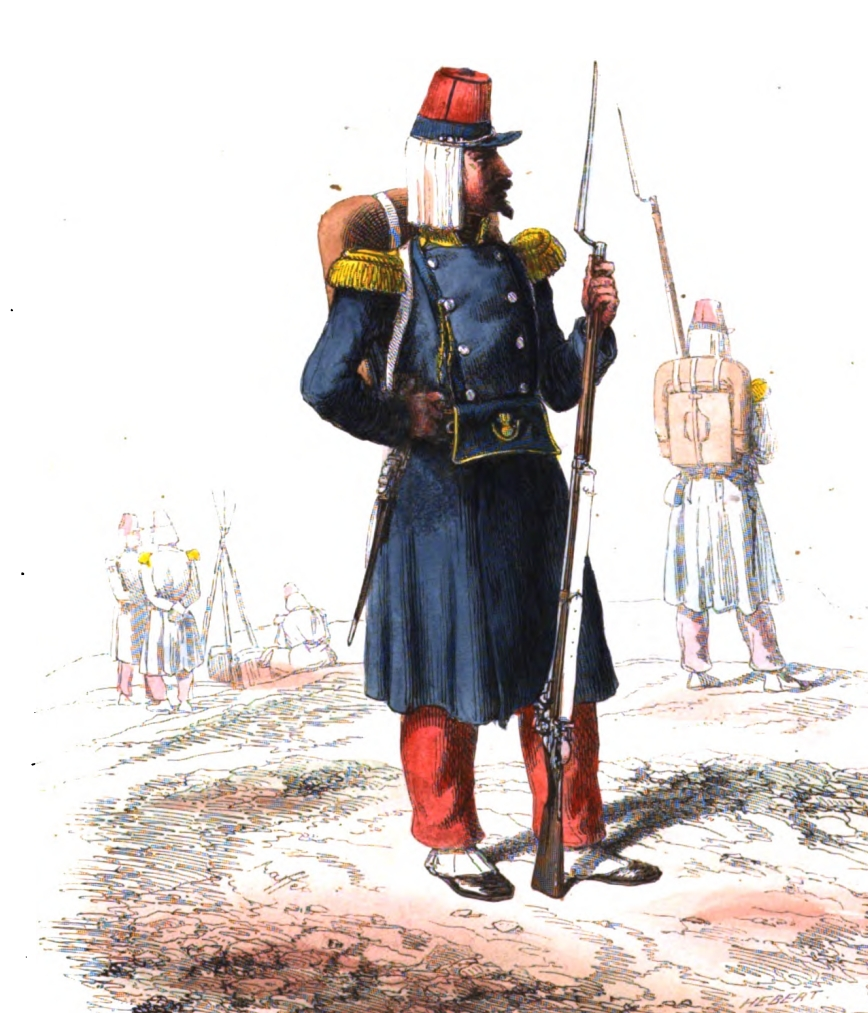
Infanterie légère, voltigeurs vers 1840

La Garde impériale a eu jusqu'à dix-neuf régiments de voltigeurs. Il est alors le fin tireur de l'armée française, mais plus faible au corps à corps.